# Karl Christian Friedrich Krause

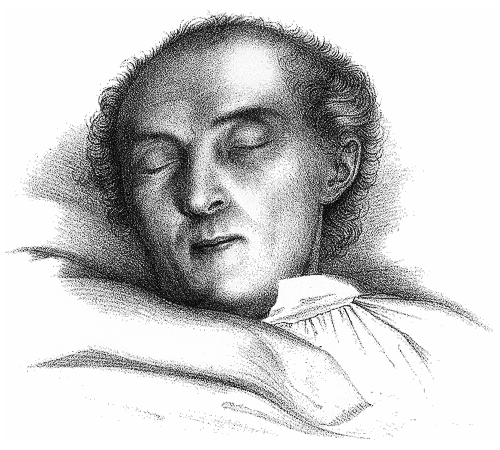
Karl Christian Friedrich Krause

Karl Christian Friedrich Krause (ur. 6 maja 1781 w Eisenbergu, zm. 27 września 1832 w Monachium) – niemiecki filozof.

## Życiorys
Kształcił się najpierw w Eisenbergu, gdzie studiował filozofię pod kierunkiem profesora Friedricha W. Schellinga, Hegla i Fichtego, a w 1802 roku został wykładowcą. Dwa lata później brak uczniów zmusił go do przejścia do Rudolstadt, a później do Drezna, gdzie udzielał lekcji muzyki. W 1805 jego ideały powszechnego światowego społeczeństwa doprowadziły go do masonów, których zasady wydawały mu się zgodne z własnymi poglądami. 
Wydał dwie książki o masonerii: Die drei ältesten Kunsturkunden der Freimaurerbrüderschaft i Höhere Vergeistigung der echt überlieferten Grundsymbole der Freimaurerei in zwölf Logenvorträgen (Trzy najstarsze instrumenty sztuki i masońskie braterstwo i Wyższa duchowość prawdziwych tradycyjnych symboli Wolnomularstwa w dwunastu wykładach), ale jego opinie spowodowały sprzeciwu Masonów, i w konsekwencji jego usunięcie z masonerii. Mieszkał i wykładał przez jakiś czas w Berlinie, Następnie udał się do Getyngi, gdzie nauczał Arthur Schopenhauer, a potem do Monachium, gdzie zmarł nagle w 27 września 1832 r. 
Jeden z tzw. filozofów tożsamości, Krause starał się pogodzić idee Boga znaną z wiary z wszechobecnym bytem, który zawiera w sobie wszechświat. System ten nazywał panenteizm, połączeniem teizmu i panteizmu. Jego teoria świata i ludzkości jest powszechna i idealistyczna. Pod wieloma względami przypomina ogólny zarys filozofii przyrody Schellinga. Proces rozwoju człowieka jest tworzeniem wyższych jedności, z ostatnim etapem jedności z Bogiem. Warunkiem, który ten rozwój zapewnia, zgodnie z Krause, jest dobre, doskonałe Prawo. Prawo nie jest sumą warunków zewnętrznych, ale absolutnej wolności, i obejmuje wszystkie elementy charakteru, rozumu i człowieczeństwa. Bóg jest rzeczywistością, która przekracza i obejmuje zarówno przyrodę, jak i ludzkość. Prawo jest więc jednocześnie dynamicznie zmienne i ochronią postęp i rozwój człowieka. Wynikiem tego jest idealne społeczeństwo bez różnic związanych z tożsamością jednostki czy grupy, by w końcowym etapie osiągnąć jedność połączenia z Bogiem.